# Maximilian Jus
Maximilian Jus (* 21. April 2005) ist ein österreichischer Fußballspieler.

## Karriere
Jus begann seine Karriere beim ESV Mürzzuschlag. Zur Saison 2016/17 wechselte er zum FC Kindberg-Mürzhofen. Zur Saison 2018/19 wechselte er in die Jugend der Kapfenberger SV. Im September 2021 spielte er erstmals für die vierte Mannschaft und anschließend auch im selben Monat erstmals für die dritte Mannschaft der Steirer. Bis zur Winterpause der Saison 2021/22 kam er für Rapid Kapfenberg zu acht Einsätzen in der sechstklassigen Unterliga, in denen er sechsmal traf.
Im Jänner 2022 rückte er in den Kader der zweiten Mannschaft der KSV. Bis Saisonende spielte er fünfmal in der Oberliga. Im Mai 2023 stand Jus gegen den SV Lafnitz erstmals im Profikader, kam aber noch nicht zum Einsatz. Sein Debüt in der 2. Liga gab er dann im Juni 2023, als er am 30. Spieltag der Saison 2022/23 gegen den Floridsdorfer AC in der 62. Minute für Mohamed Koné eingewechselt wurde. Insgesamt kam er zu vier Zweitligaeinsätzen für Kapfenberg. Nach der Saison 2024/25 verließ er den Verein.
Zur Saison 2025/26 wechselte Jus anschließend zum viertklassigen SV Wildon.